# Гамбијски мунгос
Гамбијски мунгос (Mungos gambianus) је врста сисара из реда звери и породице мунгоси (Herpestidae) који живи у влажним саванама северозападне Африке од Гамбије до Нигерије.

## Таксономија
Herpestes gambianus је био научни назив који је предложио Вилијам Огилби 1835. године за примерак мунгоса из Гамбије.

## Опис
Гамбијски мунгос има сивкасто-браон боју на дорзалном крзну, док боја крзна према ногама постаје тамнија што се стапа са црвеним крзном на трбушној површини. Грло и бочне стране врата су бледо сребрносмеђе боје, а врат је обележен тамносмеђом пругом која иде од уха до рамена. Груди, стомак и унутрашње стране ногу су црвени. Шапе су му црне, а реп је помешан са црним и има црни чуперак на крају. Њихова лица су кратка и имају само два кутњака на свакој вилици. Женке имају шест дојки.

## Распрострањеност и станиште
Гамбијски монгози је ендем западне Африке, где се може наћи у саванама и шумама од Сенегала и Гамбије на западу до Нигерије на истоку. Врста је присутна у Гани, Гвинеји Бисао, Нигерији, Обали Слоноваче, Сенегалу, Сијера Леонеу и Тогу.

## Понашање и екологија
Гамбијски мунгоси су дневне животиње, друштвене и копнене. Живе у групама од 10–20 јединки, али је познато да групе имају преко 40 јединки. Групе се састоје од одраслих јединки оба пола, заједно се хране. Сусрети између животиња  различитих група често су бучни, завршавају са доста борби. Овај мунгос је веома гласан, комуницира са разним звуцима. Позив који звучи као птичји цвркут користи се да задржи групу на окупу док трагају за храном. Гласнији цвркут вишег тона користи се да укаже на опасност. Гамбијски мунгоси су опортунистички хранитељи, једу широку палету хране. Они су првенствено инсектоједи, једу углавном бубе и стоноге. Такође могу јести мале глодаре и гмизавце, а понекад и јаја.

### Размножавање
Размножавање се дешава у било које доба године, док се младунчад углавном рађају током кишне сезоне. Све женке у групи се размножавају отприлике у исто време. Групе се могу размножавати до четири пута годишње, али појединачно се женке не размножавају тако често. Парење се дешава 1-2 недеље након рођења младих. Мунгоси се често размножавају са мунгосима из друге групе, али већина остаје унутар групе. Док мајка тражи храну, два мужјака чувају стражу на улазу у јазбину. Овај мунгос практикује заједничко сисање; младунци сишу од било које женке у лактацији. Младунци се одбијају од мајке у доби од око месец дана и у то време се придружују групи у исхрани.

## Станиште
Врста Mungos gambianus има станиште на копну.

## Угроженост
Ова врста није угрожена, и наведена је као последња брига јер има широко распрострањење.

### Популациони тренд
Популација ове врсте је стабилна, судећи по доступним подацима.